# Graptopetalum marginatum
Graptopetalum marginatum és una espècie de planta suculenta del gènere Graptopetalum, de la família de les Crassulaceae.
Espècie descoberta recentment (2002) a l'estat mexicà de Nayarit, on és l'única del gènere que es coneix.

## Descripció
És una planta suculenta perenne. Forma una roseta semiglobosa, normalment solitària, de 10 a 14 cm de diàmetre, amb una tija curta de fins a 3 cm de llarg i 1 a 2 cm de diàmetre.
Les fulles, de 12 a 25, de joves són ascendents i després horitzontals a doblegades cap enrere, obovades espatulades, les fulles més grans fins a 6,5 cm de llarg, 3 cm d'ample, i 4 mm de gruix, amb un mucro acuminat blanc de 1,5 a 2 mm de llarg. Són de color verd grisenc o vermelloses si estan exposades a forta llum, amb una tènue capa cerosa, epidermis amb cèl·lules que sobresurten però suau al tacte, els marges esmolats, una mica membranosos, clarament blanquinosos.
Les inflorescències, d'1 a 4, de 20 a 30 cm de llarg, ascendents o horitzontals, amb una tija de fins a 9 cm, i de 10 a 14 branques en zigazaga, amb 5 o 6 flors cadascuna.
Les flors amb olor a humitat, pètals deltoides-acuminats, aguts, de 10 mm de llarg i 3 mm d'ample, de color crema verdós amb taques i bandes vermelles marronoses paral·leles.

## Distribució
Planta endèmica de l'estat de Nayarit, Mèxic. Creix en penya-segats rocosos escarpats al bosc (sub) caducifoli a 670 m d'altitud.
G. marginatum és el primer registre del gènere de Nayarit. Sembla que sense parents propers, però és similar a G. bartramii.

## Taxonomia
Graptopetalum marginatum va ser descrita per Kimnach & Moran i publicada a Cactus and Succulent Journal 74: 196. 2002.

### Etimologia
Graptopetalum: nom genèric que deriva de les paraules gregues: γραπτός (graptos) per a "escrits", pintats i πέταλον (petalon) per a "pètals" on es refereix als pètals generalment tacats.
marginatum epítet llatí que significa 'vorejat'.